# Cẩm cù nhiều hoa
Cẩm cù nhiều hoa hay hồ hoa nhiều hoa, hồ hoa giả (danh pháp: Hoya multiflora) là một loài thực vật có hoa trong họ La bố ma. Loài này được Blume mô tả khoa học đầu tiên năm 1823.

## Hình ảnh

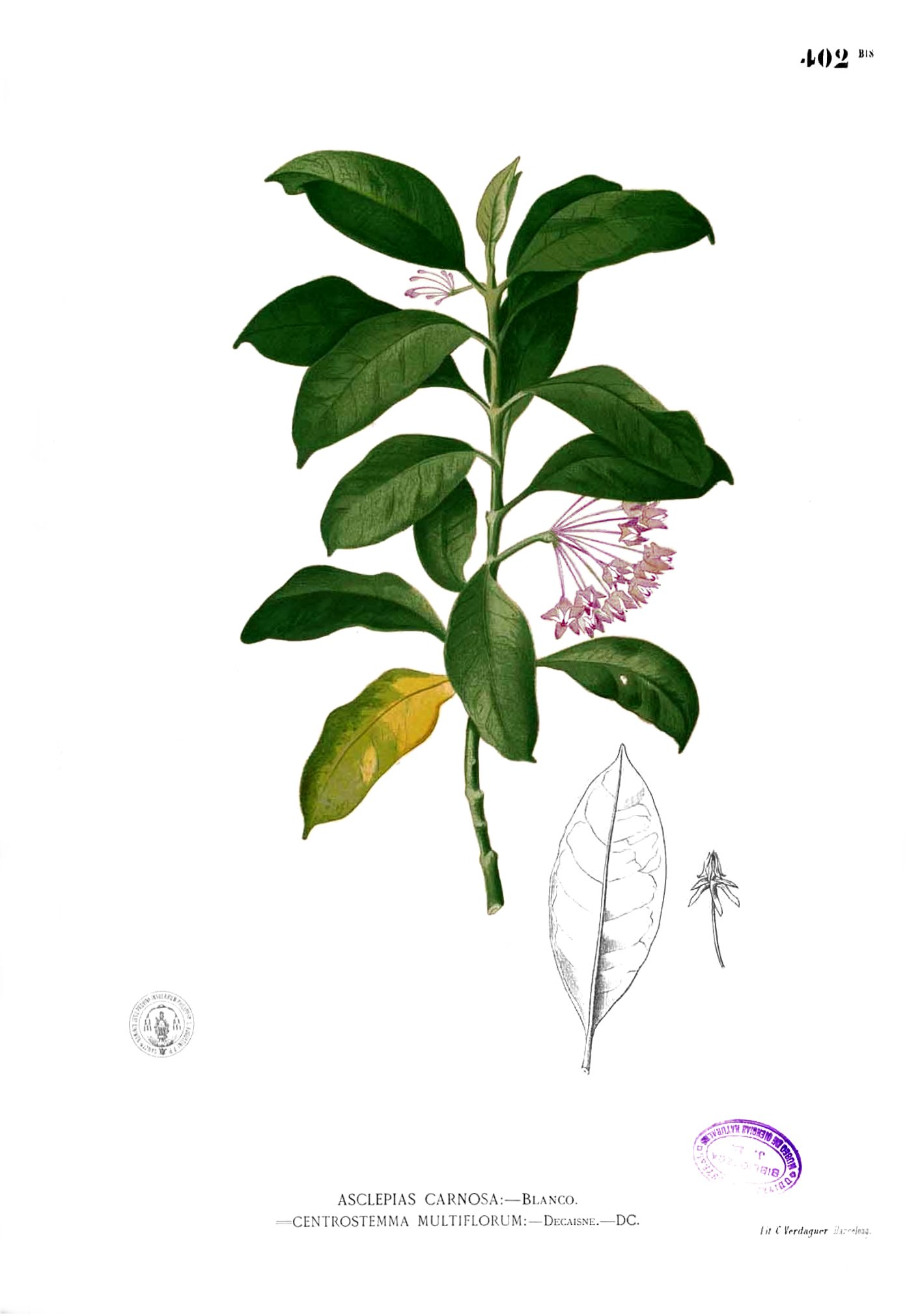
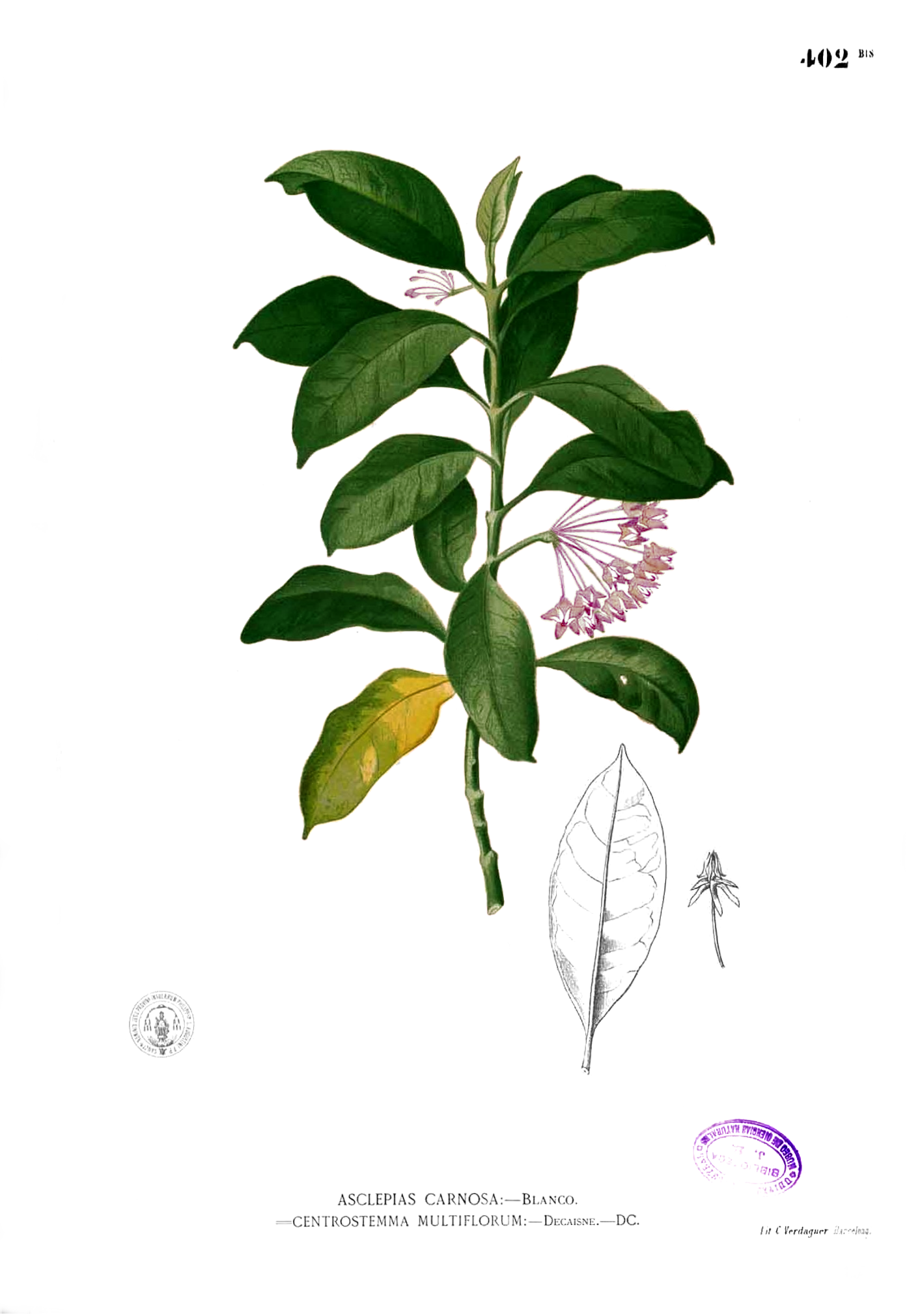
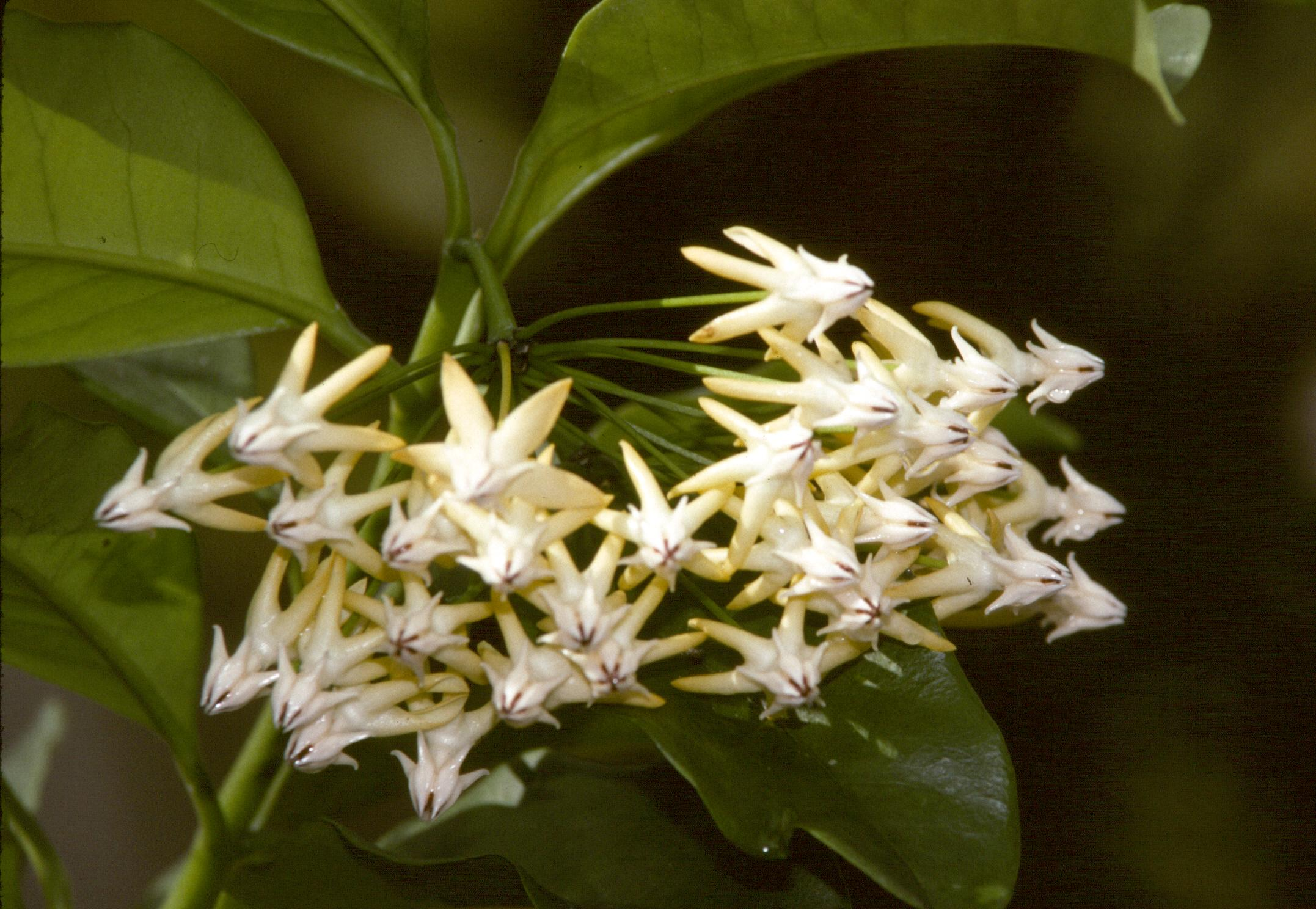
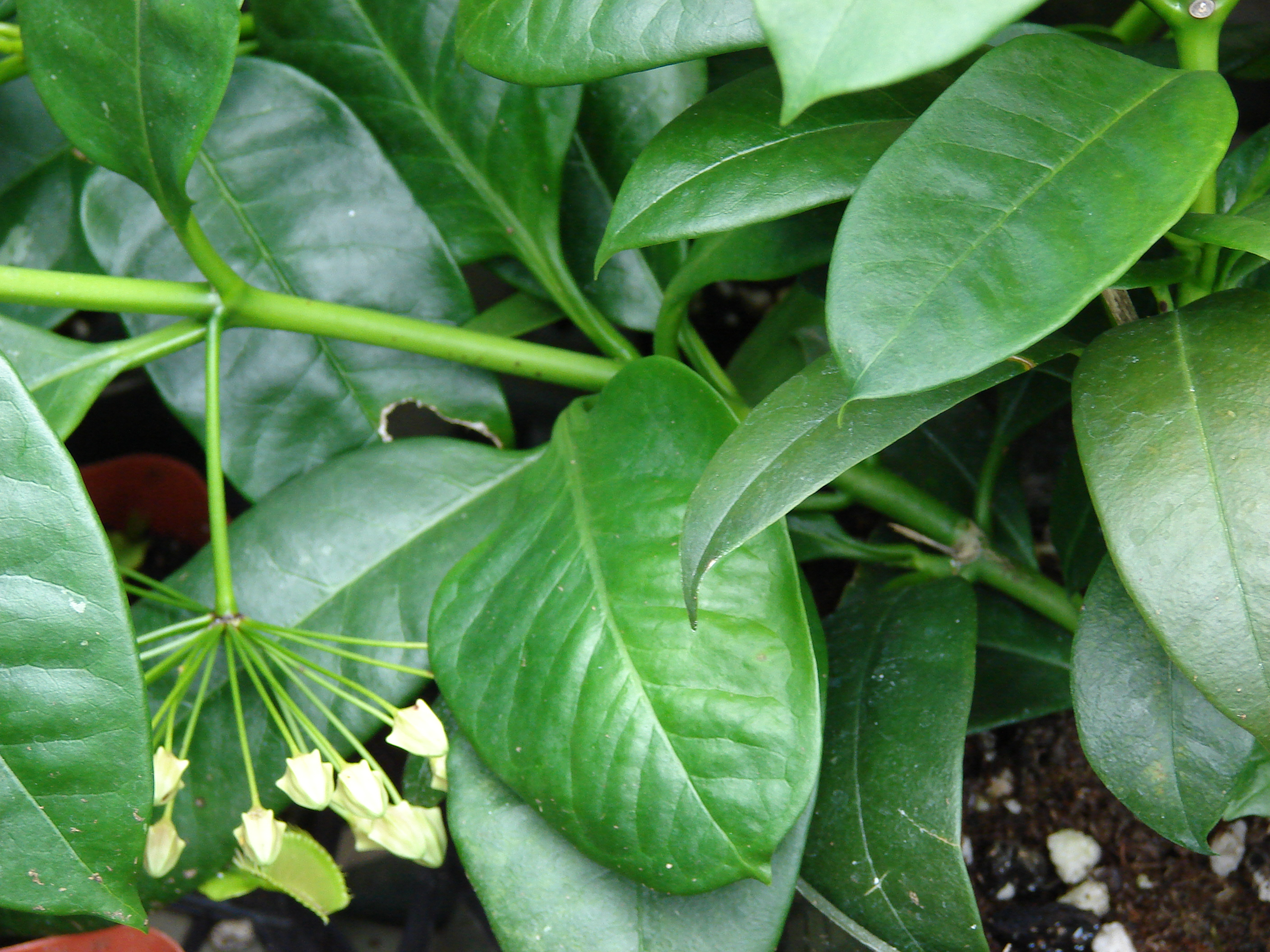